# ホセ・デベネシア
ホセ・デベネシア（Jose de Venecia, Jr., 1936年12月26日 - ）は、フィリピンの政治家。代議院議長、アジア政党国際会議議長などを歴任した。